# Dom Władysława Łozińskiego w Krakowie
Dom Władysława Łozińskiego – zabytkowa kamienica znajdująca się w Krakowie, w dzielnicy I przy ul. Józefa Piłsudskiego 14, na Nowym Świecie.
Zaprojektowana została w 1888 przez Tadeusza Stryjeńskiego i Władysława Ekielskiego.
W 1967 roku ofiarowana Muzeum Narodowemu przez rodzinę profesora Uniwersytetu Jagiellońskiego Władysława Łozińskiego.
W kamienicy, wchodzącej w skład Muzeum im. Emeryka Hutten-Czapskiego, mieszczą się:
- Dział Starych Druków i Rękopisów,
- Dział Starej Fotografii,
- Archiwum Zakładowe MNK,
- Pracownia Konserwacji Papieru i Skóry,
- Introligatornia
- Laboratorium Analiz i Nieniszczących Badań Obiektów Zabytkowych (LANBOZ).